# Frankiermaschine
Mit einer Frankiermaschine (Frankiersystem, oft auch Freistempelmaschine) werden Poststücke automatisiert mit einem Wertstempel, einem Wertaufdruck oder einem nur maschinenlesbaren Code versehen und so für den Versand mit dem nötigen Porto freigemacht.

## Geschichte
Karl Uchermann entwarf 1901 die erste Frankiermaschine der Welt und gemeinsam mit dem norwegischen Unternehmer Nils Aall Krag entwickelte er sie weiter bis zur Produktionsreife.

## Funktion

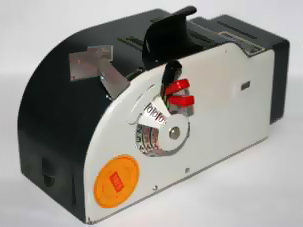
Handfrankiermaschine von Francotyp-Postalia

Das Frankiergerät besteht in der Regel aus einer Tastatur zur Eingabe des Portos, drei verplombten Zählwerken, einem Stempelwerk und einem Transportband. Der erste Zähler ist der sogenannte Vorgabenzähler. Er wird per Telefon, Wertkarte (in Deutschland bis 2005), Vorgabe am Postschalter (in Deutschland bis zum 30. Juni 2016) oder über das Internet mit einem Portoguthaben aufgeladen und zeigt den noch zur Verfügung stehenden Betrag an. Der zweite Zähler ist der Summenzähler. Er zeigt die Gesamtsumme des Portos der mit dieser Maschine frankierten Poststücke an. Der dritte Zähler registriert die Anzahl der Ausdrucke und dient statistischen Zwecken.
Über die Tastatur wird das zu entrichtende Porto eingegeben bzw. bei digitalen Geräten die Versandart ausgewählt (bei der Deutschen Post AG mit dem Namen „Frankit“). Verfügt das Gerät über eine integrierte oder per Kabel angeschlossene externe Waage, kann anhand von Größe und Gewicht das erforderliche Porto automatisch bestimmt werden. Anschließend werden die Poststücke vollautomatisch durch einen auf die Dicke der größten zulässigen Sendung begrenzten Durchlass geführt und mit einer Frankierung versehen. Dabei zieht der Vorgabenzähler den gestempelten Betrag vom Guthaben ab, der Summenzähler zählt um denselben Betrag weiter, und der Druckzähler zählt um eins weiter. Ist das gewünschte Porto nicht mehr am Vorgabenzähler „geladen“, wird der Ausdruck verweigert. Die Portoaufladung erfolgt heute per Telefon oder Internet in digitaler Form.
Das Poststück kommt nach Durchlauf in dem Auffangbecken an und wird mit Stempel nach oben/vorn in die Postwanne eingelegt. Für dickere Poststücke gibt es abziehbare Frankierstreifen, die über einen manuellen, seitlichen Zugang in die Maschine eingeführt werden.
In unregelmäßigen Abständen wird die Maschine ohne Vorankündigung vom jeweiligen Postunternehmen überprüft, um Manipulationen auszuschließen. Bei Frankit-Geräten geschieht dies über die monatlich fällige Fernwartung.
Es gibt verschiedene Druckverfahren:
- manuelle Maschinen: Druckwalze (Druckwerk aus einem rotierenden Stempel)
- elektrische Maschinen: Druckwalze, Inkjet- oder Thermotransferdruck
- Frankit: Inkjet- oder Thermotransferdruck

Die Frankierabdrucke hatten bis zur Euro-Einführung bei der Deutschen Post die Farbe Rot, heute sind sie blau. Wegen der zunehmenden Verbreitung einfarbiger Thermo-, Tintenstrahl- und Laserdrucker kann neuerdings auch die Farbe Schwarz benutzt werden, sofern die Maschine jeden Stempelvorgang protokolliert, und dieses Protokoll bei der Briefaufgabe der Post übergeben wird (Ausnahme: Frankit).
Von 1939 bis 1998 wurden auch Maschinen postalisch zugelassen, die per Druck als Handabroller (auch erweiterbar mit verschiedenen Elektroantrieben) das eingestellte Porto auf das Poststück druckten. Diese waren in Deutschland am Postschalter aufzuladen.

### Zusatzfunktionen
- Verschließeinheit: Als Zusatzfunktion weisen einige Frankiermaschinen die Möglichkeit auf, die Briefe automatisch zu verschließen.
- Das dynamische Wiegen, also das Wiegen eines Poststücks während des Frankiervorgangs bei gleichzeitiger Ermittlung des korrekten Portos, wurde von Pitney Bowes auf den Markt gebracht.
- Kostenstellen-Funktion: Genutztes Porto kann einzelnen Kostenstellen auf der Maschine zugeordnet werden. Dies bietet eine zusätzliche Kostentransparenz über das Verursacherprinzip.
- Differenz-Wiegen: Poststücke der gleichen Versandart jedoch unterschiedlichen Gewichts werden auf die integrierte Waage gelegt. Jedes Poststück wird vom Stapel abgehoben, dabei wird aus der Differenz zu dem verbleibenden Stapel das Gewicht ermittelt und das korrekte Porto aufgedruckt.

## Vorteile
Mit einem Frankiersystem können große Mengen an Poststücken in relativ kurzer Zeit automatisiert frankiert werden. Große Maschinen erreichen eine Kapazität von bis zu 300 Sendungen in der Minute. Des Weiteren entfällt die Bindung an feste Markenwerte der Briefmarken. Jeder Portowert lässt sich ausdrucken. Auch der Druck der Absenderangaben ist automatisiert. Neuerdings ist der Druck von Werbung oder saisonbedingten Aufdrucken wie Weihnachtsgrüßen möglich, ebenso wie die Anonymfrankierung mit abgeschaltetem Adressdruck. Heutige Techniken ermöglichen über spezielle Digitaldrucke (z. B. DataMatrix-Code) die Sendungsverfolgung (Track and Trace) eines jeden Briefes.

## Bekannte Hersteller
- Pitney Bowes, Erfinder der Frankiergeräte, Weltmarktführer aus den USA
- Frama AG, Schweizer Hersteller
- Francotyp-Postalia, Marktführer in Deutschland (ca. 45 Prozent Marktanteil)
- Quadient, Marktführer in Europa

## Beispiele von Frankierabdrucken

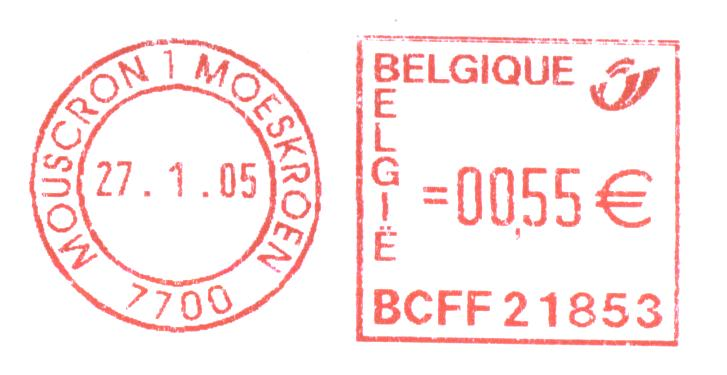
Frankierung in Belgien
Digitale FRANKIT-Frankierung in Deutschland
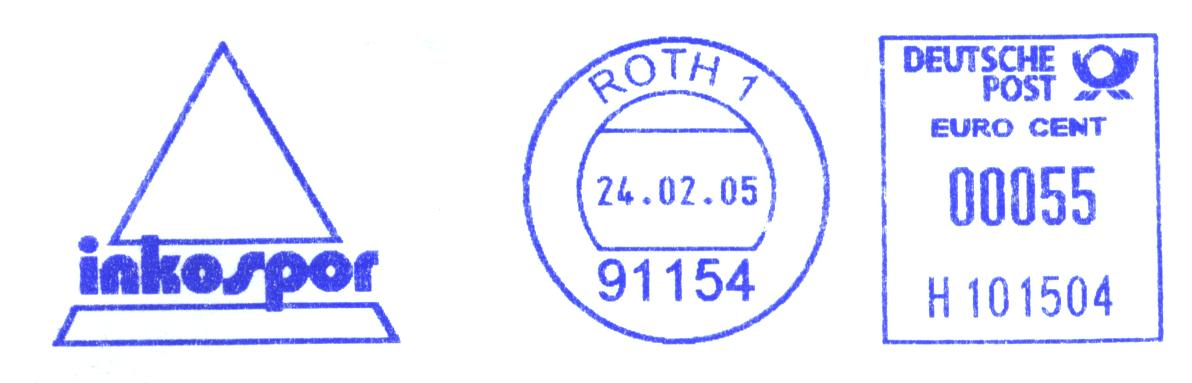
Frankierung in Deutschland (alt)
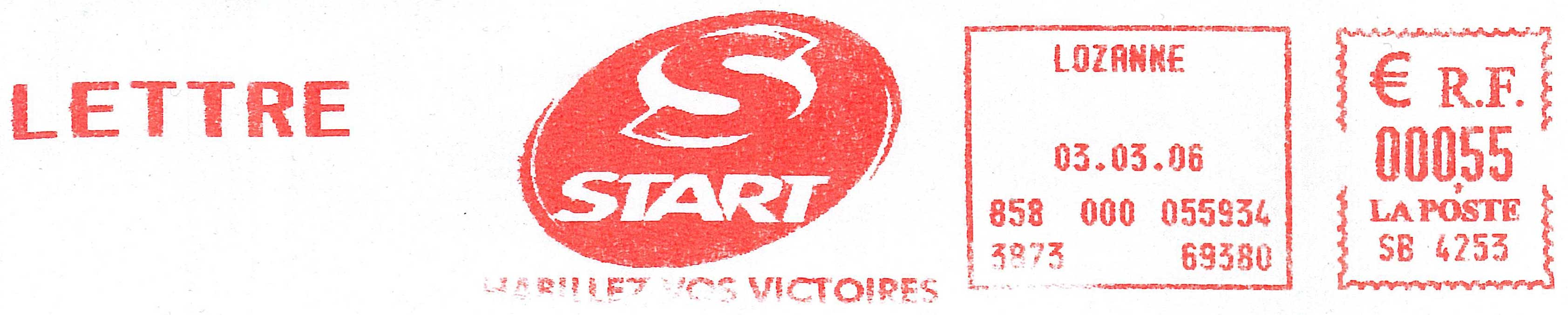
Frankierung in Frankreich
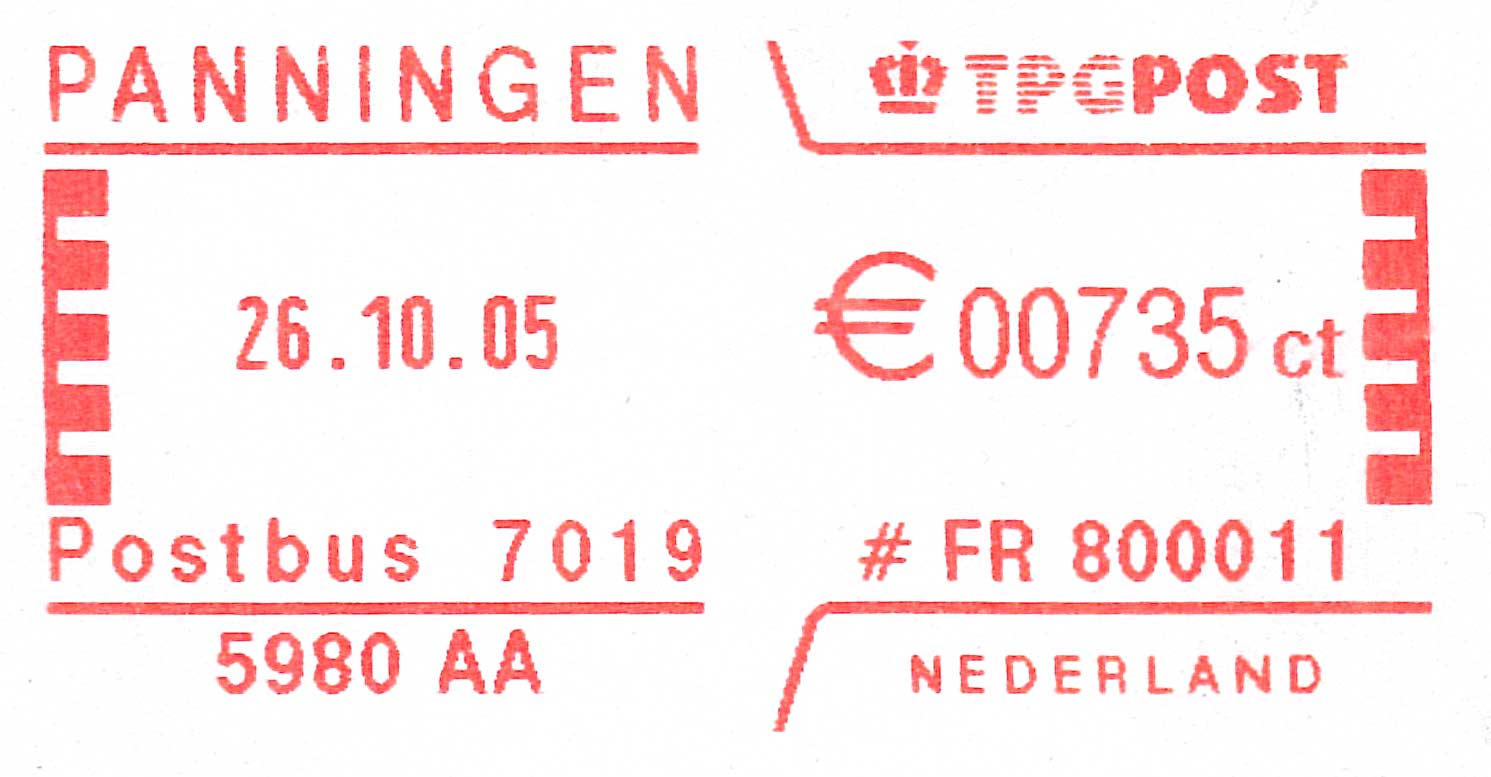
Frankierung in den Niederlanden
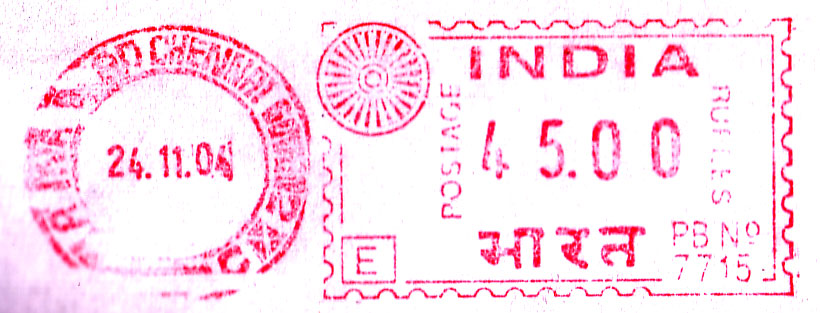
Frankierung in Indien
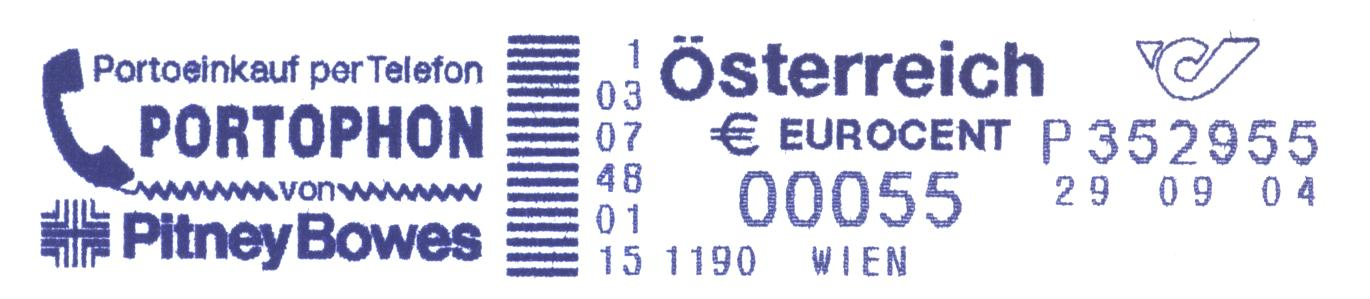
Frankierung in Österreich
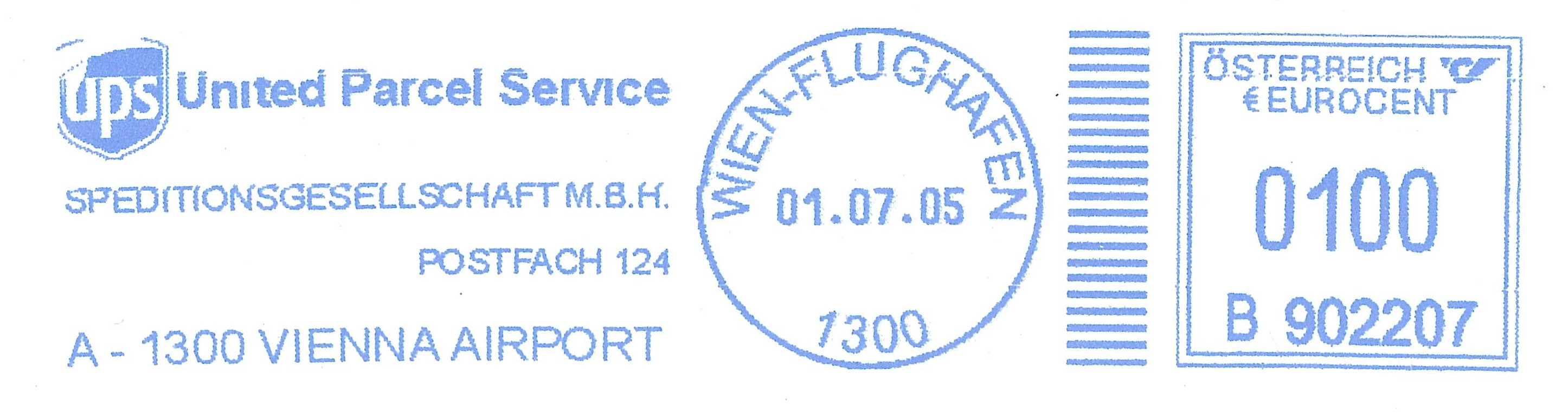
Frankierung in Österreich (alt)
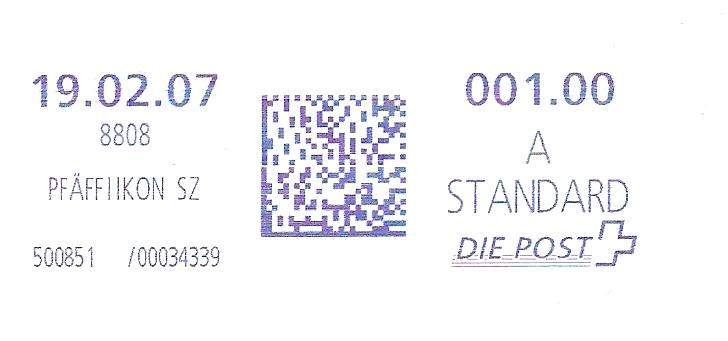
Digitale Frankierung in der Schweiz
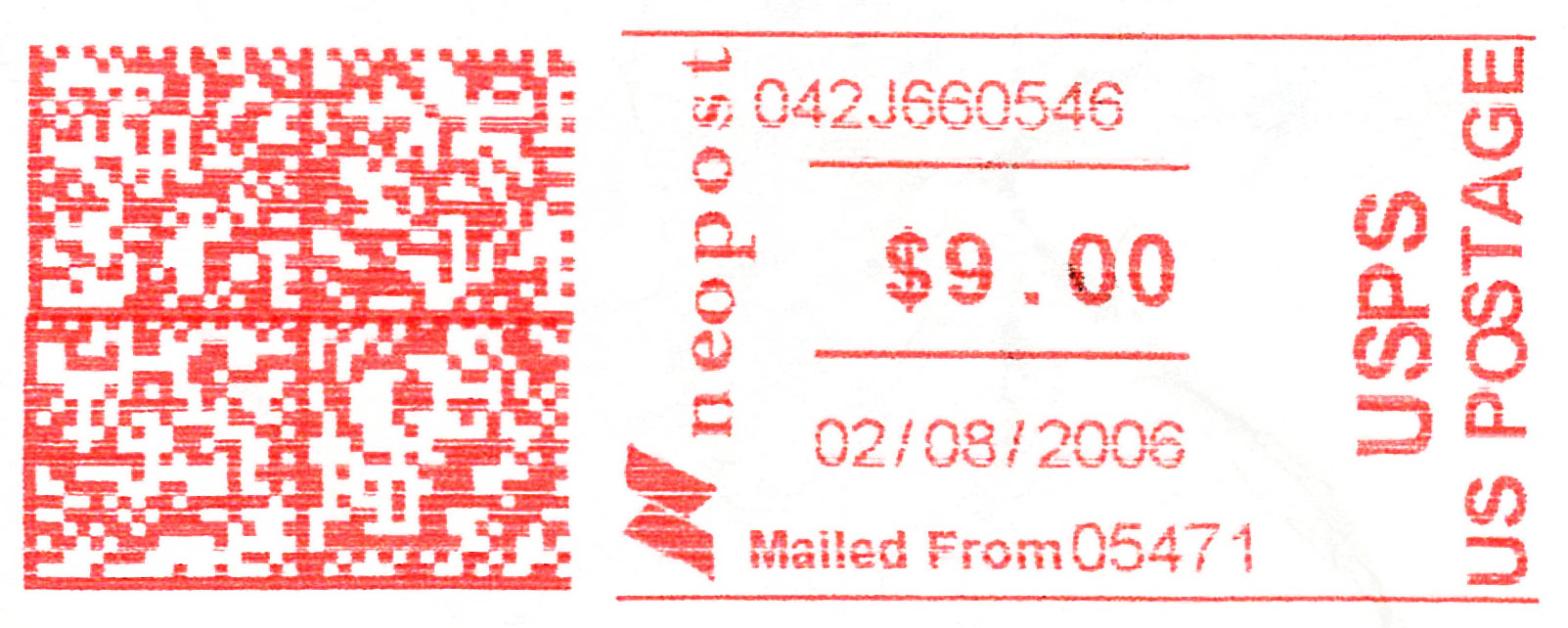
Digitale Frankierung in den USA
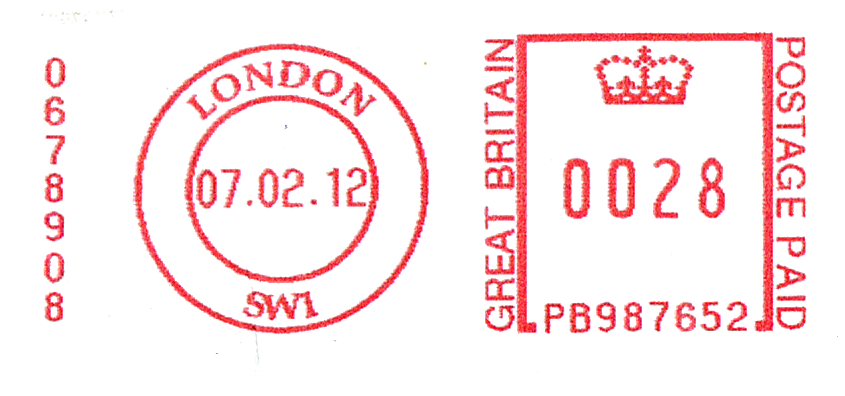
Frankierung in Großbritannien